# Salsa Jeans
Salsa es una marca portuguesa especializada en ropa vaquera, fundada en 1994 en Vila Nova de Famalicão, Portugal.

## Historia
El Grupo IVN S.A. entra en el mercado textil en 1987, con la actividad de Lavado y Teñido de artículos textiles. En 1990 amplía su área de negocio con la implantación de la confección.
En 1994 nace la marca Salsa, gracias a la visión de tres hermanos: António, Beatriz y Filipe Vila Nova.
En 1998 abre su primera tienda en Oporto, en el Centro Comercial Norte y a mediados de 1999 dos aperturas más, una en Lisboa, en el centro comercial Vasco da Gama y otra en Braga, en el centro comercial Braga Parque.
En abril de 2008, Salsa pasa a ser propiedad mayoritaria de Filipe Vila Nova, quedándose los otros hermanos con sólo un 15% del capital.
En 2016 Sonae adquiere el 50% del capital de la empresa, consolidando la operación en 2020 con la adquisición total de la marca.Sousa, António Freitas de (10 de abril de 2020). «Sonae compra a totalidade da marca Salsa». O Jornal Económico (en en-PT). Consultado el 11 de enero de 2022.</ref>

## Internacionalización
A partir de 2002, se decidió impulsar el proyecto de expansión de la marca con nuevos puntos de venta de Salsa distribuidos en varios mercados, concretamente en España, Irlanda, Luxemburgo, Catar, Emiratos Árabes Unidos, Bélgica, Croacia, Malta, China y Japón.
Hoy en día, Salsa está presente en más de 35 países.